# Гамбурд Мойсей Юхимович
Мойсей Юхимович Гамбурд (до 1940 року відомий як Макс Гамбурд, рум. Max (Moisei) Gamburd; нар.6 жовтня 1903, Кишинів, Бессарабська губернія, Молдова — 14 липня 1954, там же) — бессарабський і молдавський живописець.

## Біографія
Мойсей (або Моня) Юхимович Гамбурд народився в 1903 році в Кишиневі в сім'ї виноградаря Хаїма Гамбурда. Батьки майбутнього художника володіли виноградником в районі села Німорени поблизу містечка Калараш (нині в Яловенський район Молдавії) і займалися виноробством. Навчався в гімназії і ліцеї імені М. Емінеску, потім в кишинівській Вищій школі образотворчих мистецтв у художника Шнєєра Когана і скульптора Олександра Племедяле. У червні 1925 року склав іспит на бакалаврат в кишинівському ліцеї для хлопчиків № 2 ім. М. Емінеску. У 1925—1930 роках проходив навчання в Брюссельській академії витончених мистецтв, після чого повернувся до Кишинева.
Брав участь в організованих Ш. Коганом салонах Товариства витончених мистецтв Бессарабії (Societăţii de Arte Frumoase din Basarabia). Перша персональна виставка відбулася в Кишиневі в 1934 році. До 1940 року був відомий як Макс Гамбурд і жив головним чином в Бухаресті.

## На фронтах Великої Вітчизняної війни
З початком Великої Вітчизняної війни — в діючій армії, в 1943 році переведений в Москву, де притягнутий до роботи евакуйованого уряду Молдавської РСР. Тут же починає працювати над монументальним полотном «Прокляття», присвяченим трагедії воєнного часу (зараз в Національному художньому музеї Республіки Молдова). Батьки художника загинули від рук румунських окупантів в Молдавії.

## Після війни
Після повернення з Москви в 1944 році Гамбурд відновив і очолив в Кишиневі Спілку художників Молдавії, в яку тоді крім Гамбурд увійшли всього три художника. Викладав в Кишинівському художньому училищі.

## Загибель
14 липня 1954 року, через кілька днів після своєї персональної виставки в Кишиневі і будучи одним з найвпливовіших художників республіки, несподівано наклав на себе руки.

## Експозиції
У 1990-2000-і роки в Молдавії було організовано кілька персональних експозицій робіт художника, в тому числі в 2003 році — присвячена сторіччю з дня його народження. У цій виставці експонувалися також роботи його дружини — художниці Євгенії Яківни Гамбурд (уродж. Гольденберг, 28 січня 1913 — 26 березня 1956), автора ескізів костюмів до першої кінокартини Сергія Параджанова «Андрієш».

## «Премія Мойсея Гамбурд»
З 1999 року Академією Мистецтв Республіки Молдова присуджується щорічна «Премія Мойсея Гамбурд» в області образотворчих мистецтв — лауреатами премії були графік Ісай Кирму (1999), художники Генадій Тичук (2000), Валентин Виртосу (2002) і Микола Коцофан (2004), мистецтвознавець Людмила Анатоліївна (2004).

## Учні
Серед учнів Мойсея Гамбурд:
- Ада Зевіна
- Михайло Греку
- Фіра Греку

Роботи Гамбурда зберігаються головним чином в Національному художньому музеї Республіки Молдова.

## Сім'я
Дочка Мойсея Гамбурд — Міріам Гамбурд (нар. 1947, Кишинів) — ізраїльський скульптор і графік (див. Галерею), прозаїк (cf. збірник «Двохфігурна оголена» [Архівовано 24 січня 2019 у Wayback Machine.]); закінчила факультет монументального мистецтва Ленінградського Вищого промислово-художнього училища ім. В. І. Мухіної (1970), з 1977 року проживає в Ізраїлі.